# Істотний інфімум та істотний супремум
Концепції істотного супремуму і істотного інфімуму пов'язані з поняттями супремуму і інфімуму, але пристосовані до теорії міри і функціонального аналізу, де користувач часто працює з твердженнями не чинними для всіх елементів множини, але швидше майже скрізь, тобто, окрім як на множині міри нуль.

## Визначення
Нехай {\displaystyle f:X\to \mathbb {R} } буде дійснозначна функція визначена на множині X. Дійсне число a зветься верхньою межею для {\displaystyle f} якщо {\displaystyle f(x)\leq a\forall x\in X,} тобто, якщо множина
{\displaystyle f^{-1}(a,\infty )=\{x\in X:f(x)>a\}}
є порожньою. Нехай
{\displaystyle U_{f}=\{a\in \mathbb {R} :f^{-1}(a,\infty )=\emptyset \}\,}
буде множина верхніх меж {\displaystyle f.} Тоді супремум {\displaystyle f} визначено через
{\displaystyle \sup f=\inf U_{f}\,}
якщо множина верхніх меж {\displaystyle U_{f}} непорожня і {\displaystyle \sup f=+\infty } інакше.
До того ж припустимо, що {\displaystyle (X,\Sigma ,\mu )} — вимірний простір і, для простоти, припустимо, що функція {\displaystyle f} є вимірною. Число {\displaystyle a} називають істотною верхньою межею для {\displaystyle f} якщо вимірна множина {\displaystyle f^{-1}(a,\infty )} є множиною міри нуль, тобто, якщо {\displaystyle f(x)\leq a} для майже всіх {\displaystyle x\in X.} Нехай 
{\displaystyle U_{f}^{\mathrm {ess} }=\{a\in \mathbb {R} :\mu (f^{-1}(a,\infty ))=0\}\,}
буде множиною істотних верхніх меж. Тоді істотний супремум визначають як
{\displaystyle \mathrm {ess} \sup f=\inf U_{f}^{\mathrm {ess} }\,}
якщо {\displaystyle U_{f}^{\mathrm {ess} }\neq \emptyset }, і {\displaystyle \mathrm {ess} \sup f=+\infty } інакше.
Так само визначають істотний інфімум як супремум істотних нижніх меж, що є,
{\displaystyle \mathrm {ess} \inf f=\sup\{b\in \mathbb {R} :\mu (\{x:f(x)<b\})=0\}\,}
якщо множина істотних нижніх меж непорожня, і як {\displaystyle -\infty } інакше.

## Приклади
Розглянемо на дійсній осі міру Лебега і відповідну їй σ-алгебру {\displaystyle \Sigma .} Визначимо функцію {\displaystyle f} через формулу
{\displaystyle f(x)={\begin{cases}5,&{\text{if }}x=1\\-4,&{\text{if }}x=-1\\2,&{\text{ otherwise. }}\end{cases}}}
Супремумом функції є 5, а інфімумом −4. Однак, функція набуває цих значень лише на множинах {1} і {−1} відповідно, обидві міри нуль. which are of measure zero. В інших точках функцію приймає значення 2. Отже істотний супремум і інфімум для цієї функції 2.
Як ще один приклад розглянемо
{\displaystyle f(x)={\begin{cases}x^{3},&{\text{if }}x\in \mathbb {Q} \\\arctan {x},&{\text{if }}x\in \mathbb {R} \backslash \mathbb {Q} \\\end{cases}}.}
З точки зору міри Лебега, раціональні числа мають міру нуль, тому тут істотний супремум це {\displaystyle \pi /2,} а істотний інфімум це {\displaystyle -\pi /2.}
Подивимось на функцію {\displaystyle f(x)=x^{3}} визначену на всіх дійсних {\displaystyle x.} Її істотним супремумом є {\displaystyle +\infty } і її істотний інфімум це {\displaystyle -\infty .}

## Властивості
- Якщо {\displaystyle \mu (X)>0} маємо {\displaystyle \inf f\leq \mathrm {ess} \inf f\leq \mathrm {ess} \sup f\leq \sup f}. Якщо {\displaystyle X} міри нуль {\displaystyle \mathrm {ess} \sup f=-\infty } і {\displaystyle \mathrm {ess} \inf f=+\infty }.[1]
- {\displaystyle \mathrm {ess} \sup(fg)\leq (\mathrm {ess} \sup f)(\mathrm {ess} \sup g)} коли обидва множники праворуч невід'ємні.

## Зауваження
1. ↑  Для невимірних функцій означення треба змінити, припускаючи, що {\displaystyle f^{-1}(a,\infty )} міститься у множині міри нуль